# Застава ЛКП ПАП
Велика предност овог карабина је велики број испаљених метака у кратком временском интервалу, без прекидања у нишањењу.

## Карактеристике
Калашњиков систем, најпопуларнији принцип функционисања аутоматског и полуаутоматског оружја примјењен је и на Заставиној пушци ЛКП ПАП. Функционалност у свим теренским и климатским условима одликује ову пушку. ЛКП ПАП има поуздан и безбједан тип механизма за окидање, има полимерски добро избалансирани кундак са добрим ергономским рјешењеима, што резултира малим трзајем, малом масом и великом компактношћу. Цијев је израђена методом хладног ковања. Пуњење ПАП се врши из одвојивог, једноредног, полимерског магацина. Предњи и задњи механички нишани: задњи - преклапајући подесиви, предњи - мушица-подесива. ПАП има уграђено постоље за оптички нишан, комплет може да садржи постоље за оптички нишан и оптички нишан. ЛКП ПАП је модификација пушке М70. Чињеница да је базно оружје произведено у неколико стотина хиљада јединица, да је официјелно оружје многих армија свијета, довољно говори о предностима и оправданости набавке спортско ловачке варијанте ПАП.